# 춘천호
춘천호(春川湖, Lake ChunCheon)는 강원특별자치도 춘천시에 위치한 호수이다. 춘천댐의 건설로 형성되었으며, 춘천 중심가로부터 약 13km 북쪽에 위치하고있다. 면적은 17km2, 저수량은 1.5억 톤(ton)이다.

## 같이 보기
- 춘천댐
- 춘천시
- 북한강